# شیر بادام
شیر بادام یک شیر گیاهی با بافت خامه‌ای و طعمی آجیلی است که از بادام تهیه می‌شود. برخی از انواع یا برندهای این محصول، به تقلید از شیر گاو، طعم‌دار می‌شوند. این ماده، حاوی کلسترول یا لاکتوز نیست و چربی اشباع کمی دارد. شیر بادام اغلب توسط افراد مبتلا به عدم تحمل لاکتوز و گروه‌هایی مانند گیاهخواران که از محصولات لبنی اجتناب می‌کنند مصرف می‌شود. شیر بادام تجاری در طعم‌های شیرین، غیرشیرین، وانیلی، و شکلاتی عرضه می‌شود و معمولاً با ریزمغذی‌ها غنی شده‌است. همچنین می‌توان آن را در خانه با استفاده از مخلوط‌کن، بادام و آب تهیه کرد.
فروش جهانی شیر بادام در سال ۲۰۱۸ با ۱۴ درصد رشد سالانه، معادل ۵٫۸ میلیارد دلار آمریکا بود و پیش‌بینی می‌شود که بازار جهانی آن تا سال ۲۰۲۵ به ۱۳ میلیارد دلار برسد.

## تاریخچه
نخستین بار در نوشته‌های پزشکی قرون وسطی بین سده‌های هشتم تا دوازدهم به شیر بادام اشاره شده است که از آن را برای درمان سرفه یا تنگی نفس استفاده می‌کردند. در سده‌های سیزدهم و چهاردهم شیر بادام در بغداد و مصر که بادام محبوب و فراوان بوده مصرف شیر بادام رونق زیادی داشته است. تجارت و بازرگانی باعث شد مردم اروپا با شیر بادام آشنا شود و از آن استقبال کنند. زیرا در دوران پرهیز و روزه و زمانی که از خوردن لبنیات پرهیز می‌کردند شیر بادام می‌توانست جانشین شیر گاو شود.

## اثرات زیست‌محیطی
شرایط تولید شیر بادام پایدار‌تر از محصولات لبنی است. برای نمونه، تولید یک لیوان ۲۰۰ میلی‌لیتری شیر بادام تنها به ۷۴ لیتر آب نیاز دارد.

## تجارت
در ایالات متحده، محبوبیت شیر بادام در اوایل دهه ۲۰۰۰ رو به افزایش یافت. تنها در سال ۲۰۱۱ فروش شیر بادام نسبت به سال قبل، ۷۹ درصد افزایش یافته‌است. در سال ۲۰۱۳ این شیر از شیر سویا به عنوان محبوب‌ترین شیر گیاهی در ایالات متحده پیشی گرفت. تا سال ۲۰۱۴ ۶۰ درصد از فروش شیرهای گیاهی و ۴٫۱ درصد از کل فروش شیر در ایالات متحده را شامل می‌شد. البته شیر بادام، با توجه به پارامترهای اعلام شده توسط سازمان غذا و داروی ایالات متحده (FDA) واجد شرایط رده شیر نیست. بنابراین توصیه می‌شود شیر بادام با نام نوعی «شیر» برچسب‌گذاری نشود.

## ارزش غذایی

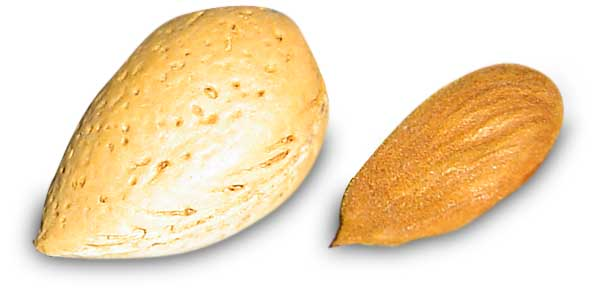
نمایی از بادام با پوست سخت

اگر شیر بادام، غنی‌سازی نشده باشد ویتامین دی کمتری نسبت به شیر غنی‌شدهٔ گاو دارد. در آمریکای شمالی شیر گاو باید با ویتامین دی غنی‌سازی شود. اما ویتامین‌ها به شیرهای گیاهی، به‌صورت داوطلبانه اضافه می‌شوند. ویتامین ئی از بادام، آزاد شده و جذب می‌شود. از اثرات مثبت این ویتامین می‌توان به تقویت سلول‌ها اشاره کرد. شیر بادام به دلیل محتوای پروتئین پایین آن، جایگزین مناسبی برای شیر مادر، شیر گاو یا شیرخشک‌های هیدرولیز شده برای کودکان زیر دو سال نیست.
هر 100 گرم شیر بادام دارای 15 کالری، 0.3 گرم کربوهیدرات، 0.3 گرم فیبر، 0.6 گرم پروتئین، 1.2 گرم چربی، ویتامین A، E، D، پتاسیم کلسیم و فسفر است. شیر بادام جزو آن دسته از مواد غذاییست که شکر ندارد.

## تولید
روش کلی تولید شیر بادام، شامل خیساندن و آسیاب کردن بادام در مقداری آب است. پس از صاف کردن پالپ (گوشت) بادام، مایع سفید شیری به‌دست می‌آید. شیر بادام را می‌توان با افزودن آب به کره بادام نیز تهیه کرد. در تولید تجاری، شیر بادام برای پایداری و ماندگاری بیشتر با فشار بالا هموژنیزه و پاستوریزه می‌شود.